# Euproctis nobilis
Euproctis nobilis är en fjärilsart som beskrevs av Felder 1874. Euproctis nobilis ingår i släktet Euproctis och familjen tofsspinnare. Inga underarter finns listade i Catalogue of Life.